# قیری‌لی
قیری‌لی (به لاتین: Qırılı) یک منطقه مسکونی در جمهوری آذربایجان است که در شهرستان آغ‌استفا واقع شده است. قیری‌لی ۳۸۱۰ نفر جمعیت دارد.